# Rudolf Lorenzen
Rudolf Lorenzen (* 5. Februar 1922 in Lübeck; † 27. November 2013 in Berlin) war ein deutscher Journalist und Schriftsteller.

## Leben und Wirken
Lorenzen wuchs in Bremen auf. Er besuchte das Realgymnasium und machte eine Ausbildung zum Schiffsmakler. Während des Zweiten Weltkriegs war er beim Arbeitsdienst und Soldat. Nach Kriegsende studierte er Grafik und arbeitete anschließend in der Werbebranche, unter anderem als Werbetexter in der bayerischen Provinz.
Seit 1955 lebte Lorenzen in Berlin, wo er zunächst als Journalist bei Tageszeitungen, Periodika und Rundfunk tätig war. Die Journalistin und Autorin Annemarie Weber (1918–1991), die er später heiratete, animierte ihn zu literarischen Texten. Mit einer seiner ersten Arbeiten, der Erzählung Kein Soll mehr und kein Haben unter dem damaligen Titel Der junge Mohwinkel, gewann er 1957 überraschend einen Schreibwettbewerb der Süddeutschen Zeitung.
Durch den Erfolg motiviert, betätigte Lorenzen sich seitdem als Schriftsteller. Er schrieb unter anderem Essays, Feuilletons, Reportagen und Satiren, jedoch auch Kurzgeschichten und Erzählungen. Bereits 1959 erschien sein erster Roman Alles andere als ein Held; für das umfangreiche Werk hatte er das Material aus seiner prämierten Erzählung umgearbeitet. Sebastian Haffner schrieb 1962 in der konkret, ob Alles andere als ein Held „nicht der beste Roman irgendeines heute lebenden Autors ist.“
Anfang der 60er Jahre schlug Lorenzen eine Einladung der Gruppe 47 aus mit der Begründung „Ich brauche keine Gruppe. Ich brauche keine Kritik von Kollegen. Ich bin immer Einzelgänger gewesen. Aus Überzeugung, ja“.
Sein zweiter Roman Die Beutelschneider folgte 1962. Nebenher begann er mit der Arbeit an Fernsehdokumentationen, Hörspielen und Spielfilmen.
Als ab Mitte der 1980er Jahre viele Redaktionen die Veröffentlichung von erzählender Prosa einstellten, musste auch Lorenzen auf die weitere Produktion von Erzählungen und Feuilletons verzichten. Der Erzählband Kein Soll mehr und kein Haben, in dem eine Auswahl seiner Erzählungen aus dem Zeitraum von 1955 bis 1980 enthalten ist, erschien zu seinem 85. Geburtstag am 5. Februar 2007 und als Auftakt einer umfassenden Werkschau  im Verbrecher Verlag.
Er gehörte bis auf den Verband deutscher Schriftsteller keiner Schriftstellergruppe an.
Über sein Werk sagte er: „Die Menschen machen sich alle was vor – das ist mein Thema.“
Walter Kempowski und Jörg Fauser nannten Rudolf Lorenzen ein Vorbild.
Lorenzen war in zweiter Ehe verheiratet mit der Buchhändlerin Bettina Lorenzen, die bis heute sein Werk betreut.

## Rezeption
Friedmar Apel nannte Lorenzen in der FAZ einen Erzähler „von europäischem Rang“ und Florian Felix Weyh schrieb 2002, man solle dem Autor „die Gerechtigkeit widerfahren lassen, die ihm so lange vorenthalten blieb: Ihn als großen zeitgenössischen Autor zu rühmen.“ Belege fehlen! -->

## Werke (Auswahl)

### Romane, Erzählungen u.a.
- Alles andere als ein Held, Erstausg.: Ullstein, Berlin 1959; neu bearb. Taschenbuchausg.: Ullstein, Frankfurt am Main 1982; Neuausg.: Schöffling, Frankfurt am Main 2002; Lizenzausg.: Büchergilde Gutenberg, Frankfurt am Main 2002; Taschenbuchausg.: Piper, München u. a. 2004; Neuausgabe mit neuem Nachwort: Verbrecher Verlag, Berlin 2007, Neuausgabe mit einem Nachwort von Lothar Müller: Verbrecher Verlag, Berlin 2013, ISBN 978-3-943167-45-0
- Die Beutelschneider, Ullstein, Berlin 1962; Neuausgabe: Verbrecher Verlag, Berlin 2007, ISBN 978-3-935843-93-5
- Bad Walden. Oder El sueño de la razón produce monstruos, neu überarbeitete Fassung von Grüße aus Bad Walden. Mord auf Super 8 (Originalausgabe, Fischer-Taschenbuch-Verlag, Frankfurt am Main 1981) Verbrecher Verlag, Berlin 2008, ISBN 978-3-940426-13-0.
- Possen, Piefke und Posaunen. Sommertheater und Gartenkonzerte in Berlin, Edition Hentrich, Berlin 1987 (zusammen mit Wolfgang Jansen), ISBN 3-926175-36-2.
- Cake Walk oder eine katalanische Reise in die Anarchie, Rotbuch-Verlag, Hamburg 1999
- Kein Soll mehr und kein Haben. Erzählungen, Verbrecher Verlag, Berlin 2007, ISBN 978-3-935843-83-6
- Paradies zwischen den Fronten. Reportagen aus Berlin (West), Verbrecher Verlag, Berlin 2009, ISBN 978-3-940426-29-1
- Rhythmen, die die Welt bewegten, Verbrecher Verlag, Berlin 2010, ISBN 978-3-940426-28-4
- Ohne Liebe geht es auch, Verbrecher Verlag, Berlin 2010, ISBN 978-3-940426-60-4
- Die Hustenmary. Berliner Momente, Verbrecher Verlag, Berlin 2012, ISBN 978-3-943167-18-4

### Hörspiele
1. „Cake Walk oder Eine Reise in die Anarchie“
Produktion: RIAS, Berlin 1988, 79 Minuten
Regie: Götz Naleppa
Sprecher: Hermann Treusch, Angela Winkler, Ulrich Wildgruber, Christine Oesterlein, Hans Teuscher, Marie Teresa Reinoso, Elke Petri, Sylvester Groth, Elisabeth Trissenaar
2. „Rosinante will nach Amerika“
Produktion: RIAS, Berlin 1993, 55 Minuten
Regie: Bärbel Jarchow